# Haematopota sewelli
Haematopota sewelli är en tvåvingeart som beskrevs av Austen 1920. Haematopota sewelli ingår i släktet Haematopota och familjen bromsar. Inga underarter finns listade i Catalogue of Life.